# Граматхес, Арольд
А́рольд Грама́тхес Лейте-Видаль (исп. Harold Gramatges Leyte-Vidal; 26 сентября 1918, Сантьяго-де-Куба, Куба — 16 декабря 2008, Гавана, Куба) — кубинский композитор, дирижёр, пианист и педагог.

## Биография
Учился в Гаване у Xосе Ардеволя, Амадео Рольдана, а также в США у Аарона Копленда (композиция) и Сергея Кусевицкого (дирижирование). Один из основателей и участников «Группы музыкального обновления». В 1960—1964 годах был послом Кубы во Франции. Вёл курсы музыкальной эстетики и истории в консерватории Гранадоса в Гаване. Писал музыку к кино.

## Сочинения
- балет «Икар» / Icaro (1943, Балет Алисии Алонсо)
- кантата «Смерть партизана»[1] / La muerte del guerrillero (1970, на стихи Николаса Гильена)
- кантата «Абелю Сантамарии» (1974, на слова Хосе Марти, Фиделя Кастро, Абеля Сантамарии и других)
- кантата «Наступят другие дни...»[2] (1975, на стихи Пабло Неруды)
- симфония (1945)
- симфониетта (1955)
- инвенция для камерного оркестра (1941)
- увертюра к балету «Обращаясь в будущее» (1944)
- концертино для духового оркестра
- соната для фортепиано (1942)
- каприччио для флейты, кларнета, скрипки и виолончели (1945)
- сочинения для духовых и струнных коллективов
- трио для кларнета, виолончели и фортепиано
- дуэт для флейты и фортепиано

## Награды
- Герой Труда Республики Куба (2004)[3].